# Albert L. Vreeland
Albert Lincoln Vreeland (* 2. Juli 1901 in East Orange, New Jersey; † 3. Mai 1975 in Orange, New Jersey) war ein US-amerikanischer Politiker. Zwischen 1939 und 1943 vertrat er den Bundesstaat New Jersey im US-Repräsentantenhaus.

## Werdegang
Albert Vreeland besuchte die öffentlichen Schulen seiner Heimat. In den Jahren 1918 und 1919 war er für das Rote Kreuz als Krankenwagenfahrer tätig. 1919 absolvierte Vreeland die New York Electrical School in New York City. Danach besuchte er bis 1922 die Peddie School in Hightstown. Nach einem anschließenden Jurastudium an der New Jersey Law School in Newark und seiner 1927 erfolgten Zulassung als Rechtsanwalt begann er in East Orange in diesem Beruf zu arbeiten. Zwischen 1929 und 1934 war er als Jurist für diese Stadt tätig; von 1934 bis 1938 amtierte er dort als Richter. Gleichzeitig schlug er als Mitglied der Republikanischen Partei eine politische Laufbahn ein.
Bei den Kongresswahlen des Jahres 1938 wurde Vreeland im elften Wahlbezirk von New Jersey in das US-Repräsentantenhaus in Washington, D.C. gewählt, wo er am 3. Januar 1939 die Nachfolge von Edward L. O’Neill antrat. Nach einer Wiederwahl konnte er bis zum 3. Januar 1943 zwei Legislaturperioden im Kongress absolvieren. Bis 1941 wurden dort noch weitere New-Deal-Gesetze der Bundesregierung unter Präsident Franklin D. Roosevelt verabschiedet. Seit 1941 war auch die Arbeit des Kongresses von den Ereignissen des Zweiten Weltkrieges geprägt. Noch während seiner Zeit als Kongressabgeordneter trat er in den Nachrichtendienst des Kriegsministeriums ein. Seit 1942 war er Offizier in einer Infanterieeinheit. Zwischenzeitlich musste er den Militärdienst ruhen lassen, weil aufgrund eines Erlasses des Präsidenten Kongressabgeordnete nicht aktiv am Krieg teilnehmen durften.
Nachdem er 1942 auf eine weitere Kandidatur verzichtet hatte, konnte er nach seinem Ausscheiden aus dem US-Repräsentantenhaus wieder in die Army eintreten und im pazifischen Raum am Zweiten Weltkrieg teilnehmen. Dabei stieg er bis zum Oberst auf. Nach dem Krieg war Albert Vreeland zwischen 1945 und 1951 Polizeibeauftragter in East Orange. In den Jahren 1945 und 1946 war er auch für die Öffentlichkeitsarbeit der Celanese Corporation of America tätig. Außerdem praktizierte Vreeland wieder als Anwalt. Er starb am 3. Mai 1975 in Orange und wurde in Bloomfield beigesetzt.